# Myť (Mirošov)
Myť u Mirošova je osada o cca 15 domech a má 23 stálých obyvatel, část města Mirošov v okrese Rokycany v Plzeňském kraji. Je v ní malý rybníček. V okolních lesích jsou betonové objekty z druhé světové války, které měly sloužit v nově budované německé vojenské střelnici. Na polovině cesty z Mirošova do Mytě stojí domov důchodců.

## Název
V letech 1869–1890 nesla název Mýtě, v letech 1900–1910 Myť t. Mytě, od roku 1921 se nazývá Myť.

## Historie
První písemná zmínka o vesnici pochází z roku 1726.

## Obyvatelstvo
| Rok            | 1869 | 1880 | 1890 | 1900 | 1910 | 1921 | 1930 | 1950 | 1961 | 1970 | 1980 | 1991 | 2001 | 2011 | 2021 |
| -------------- | ---- | ---- | ---- | ---- | ---- | ---- | ---- | ---- | ---- | ---- | ---- | ---- | ---- | ---- | ---- |
| Počet obyvatel | 216  | 205  | 220  | 167  | 130  | 135  | 134  | 94   | 99   | 85   | 48   | 32   | 29   | 44   | 69   |
| Počet domů     | 24   | 25   | 26   | 26   | 24   | 24   | 25   | 25   | 25   | 26   | 21   | 26   | 26   | 29   | 39   |